# Coenotephria homophana
Coenotephria homophana là một loài bướm đêm trong họ Geometridae.